# پیرکوت (دهانه)
پیرکوت یک دهانه برخوردی در ماه‌ است.

## دهانه‌های اقماری
این دهانه ۲ دهانه اقماری دارد.
| Pirquet | عرض جغرافیایی | طول جغرافیایی | قطر          |
| ------- | ------------- | ------------- | ------------ |
| X       | ۱۷.۲° S       | ۱۳۸.۵° E      | ۱۷.۰ کیلومتر |
| S       | ۲۰.۶° S       | ۱۳۷.۷° E      | ۳۰.۰ کیلومتر |